# Fredrik Söderberg
Bo Fredrik Söderberg, född 27 juni 1972 i Örebro, är en svensk konstnär. 
Han läste vid Konstfack 1995–2000 och Kungliga Konsthögskolan 2002. Han har utmärkt sig med akvarellmålningar med utgångspunkt i tidiga alternativrörelser, ockultism och esoteriska strömningar. Han är bland annat inspirerad av Arts and Crafts-rörelsen, med konstnärer som William Morris och Walter Crane.
Efter en sista utställning och bok med tysk ockultism som tema, Åter till naturen i Tyskland, meddelade Söderberg 2016 att han av personliga skäl inte längre kommer att arbeta med ockulta och esoteriska ämnen. Söderberg finns representerad vid Moderna museet och Nordiska Akvarellmuseet.

## Separatutställningar i urval
- 2001 Hotad skyddad verkstad, Soc, Stockholm
- 2003 Der Bosch, Amsterdam
- 2003 They All Float Down Here, Alp Gallery Peter Bergman, Stockholm
- 2005 Ragnarök, Milliken Gallery, Stockholm
- 2005 Every second burning forever, Riche, Stockholm
- 2006 Galleri UKS, med Andreas Nilsson, Oslo
- 2007 Galleri Brandstrup, Oslo
- 2008 Everythings Entity, Schnittraum//Lutz Becker Gallery, Cologne
- 2008 Fredrik Söderberg och Carl Larsson, Magasin III Stockholm Konsthall, Stockholm
- 2008 Milliken Gallery, Stockholm
- 2010 We Pray to the Sun and Hail the Moon, Milliken Gallery, Stockholm
- 2011 Resan fram och tillbaka, Statens historiska museum, Stockholm
- 2012 At the Feet of the Guru, Galleri Riis, Stockholm
- 2013 Jag är den som begraver gudar i guld och ädelstenar, Galleri Riis, Oslo
- 2014 Styx, Galleri Riis, Stockholm
- 2016 Åter till naturen i Tyskland, Galleri Riis, Stockholm